# شبکه عصبی با تاخیر زمانی

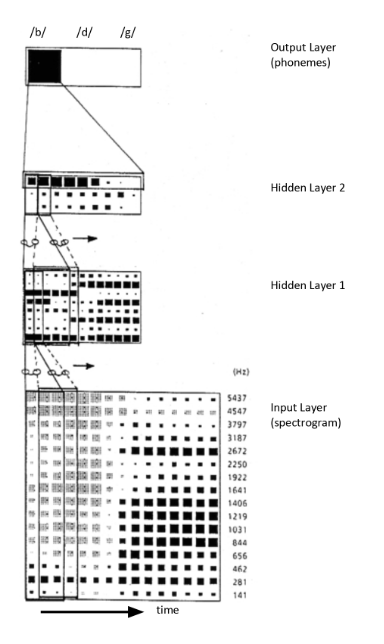
نمودار TDNN

شبکه عصبی با تأخیر زمانی (TDNN) یک معماری شبکه عصبی مصنوعی چندلایه است که هدف آن ۱) رده‌بندی الگوها با جابه‌جایی-ناوردا (به انگلیسی: shift-invariance) و ۲) بافت مدل (به انگلیسی: model context) در هر لایه از شبکه است.
رده‌بندی جابه‌جایی-ناوردا به این معنی است که رده‌بند (به انگلیسی: classification) قبل از رده‌بندی نیازی به تقسیم‌بندی صریح ندارد؛ بنابراین، برای رده‌بندی الگوی زمانی (به انگلیسی: temporal pattern) (مانند گفتار)، TDNN از تعیین نقاط شروع و پایان صداها قبل از رده‌بندی آنها اجتناب می‌کند.
برای مدل‌سازی بافتی در یک TDNN، هر واحد عصبی در هر لایه نه تنها از فعالسازی ها/ویژگی‌ها در لایه زیر، بلکه از یک الگوی خروجی واحد و بافت آن ورودی دریافت می‌کند. برای سیگنال‌های زمانی هر واحد به عنوان ورودی الگوهای فعال‌سازی را در طول زمان از واحدهای زیر دریافت می‌کند. با استفاده از رده‌بندی دو-بُعدی (تصاویر، الگوهای بسامد-زمانی)، TDNN را می‌توان با جابه‌جایی-ناوردا در فضای مختصات آموزش داد و از تقسیم‌بندی پَرسون (دقیق) (به انگلیسی: precise) در فضای مختصات جلوگیری می‌کند.

## پیشینه
TDNN در اواخر دهه ۱۹۸۰ معرفی شد و برای رده‌بندی واج‌ها برای تشخیص گفتار خودکار در سیگنال‌های گفتاری که تعیین خودکار بخش‌های پَرسون یا محدوده ویژگی‌ها دشوار یا غیرممکن بود، اعمال شد. از آنجا که TDNN واج‌ها و ویژگی‌های آکوستیک/آوایی زیرین آنها را تشخیص می‌دهد، مستقل از موقعیت در زمان، کارایی را نسبت به رده‌بندی ایستایی بهبود می‌بخشد. همچنین برای سیگنال‌های دو-بُعدی (الگوهای بسامد-زمان در گفتار، و الگوی فضای مختصات در OCR) استفاده شد.

### حداکثر جمع‌آوری
در سال ۱۹۹۰، یاماگوچی و همکاران. مفهوم حداکثر جمع‌آوری را معرفی کرد. آنها این کار را با ترکیب TDNNها با حداکثر جمع‌آوری به منظور تحقق بخشیدن به یک سیستم تشخیص کلمه مجزاشده مستقل از گوینده انجام دادند.

## کاربردها
- تشخیص گفتار
- واژگان بزرگ تشخیص گفتار
- مستقل از گوینده
- بازآوایش
- گفتار دیداری-شنیداری لب-خوانی
- تشخیص دست‌خط
- تجزیه و تحلیل ویدئو
- تشخیص تصویر